# Emigrate
Emigrate er et amerikansk industrielt metalband rockband baseret i New York City, dannet og ledet af tyske Richard Z. Kruspe, som er guitarist og backupsanger i Rammstein, leadguitarist i Neue Deutsche Härte-bandet Rammstein. Kruspe startede bandet i 2005, da Rammstein besluttede at tage et års fri fra turne og indspilning.
Den 5. september 2006 fik modtagere af nyhedsbrevet fra Rammstein.de en invitation til Emigrates nyhedsbrev og fik chancen for at downloade sangen Wake Up samt et smuglyt på det nye album: Tre uddrag fra sange var tilgængelige; My World, Babe og Temptation.
Den 21. maj 2007 åbnede Emigrate's websted, og My World var klar til, at man kunne downloade den. Videoen til My World kan ligeledes ses på hjemmesiden og vil desuden være med i limited-versionen af Emigrate's nye album. My World kan også høres på soundtracket til filmen Resident Evil: Extinction. Forløberne for denne film havde inkluderet sangene Hallelujah og Mein Teil af Rammstein på deres soundtracks.

## Medlemmer

### Nuværende medlemmer
- Richard Z. Kruspe – sanger, guitar, leadguitar, leadvokal, keyboards, forsanger, leadguitar, leadvokal, keyboards, tekster, guitarer, vokal, tekster og musik, elektrosequencer, producer (2005 – nu)
- Arnaud Giroux – basguitar, backup-sanger, baggrundssanger, backing vokal, vokaloptagelse og produktion, co-producer, coverdesign, kunstværk, artwork, artist (2005-nu)
- Mikko Sirén – trommer, studietrommer (2013–nu)
- Sky Van Hoff – bas, yderligere guitaroptagelse og produktion, bas, mixing, producer, indspilning (2018-nu)

### Faste gæstemedlemmer
- Andrea Marino – live keyboards (2021–nu)
- Alice Layne – live bas (2021–nu)
- Joe Letz – live trommer (2007–nu)

### Ekstra medlemmer og besætningsmedlemmer
- Caron Bernstein – sangtekster
- Grace Risch – backing vokal
- Ruth Renner – backing vokal
- Terry Matlin – sangtekster
- Thomas Borman – sangtekster
- Florian Ammon – vokaloptagelse
- Frank Delé – fremhævet kunstner
- Merrill Beth Nisker – fremhævet kunstner
- Ian Fraser Kilmister – fremhævet kunstner
- Brian Hugh Warner – fremhævet kunstner
- Jonathan Davis – fremhævet kunstner
- Tom Dalgety – vokaloptagelse
- Meral Al Me – backing vokal
- Kriss Jacob – backing vokal
- Steve Binetti – ekstra sologuitar
- Benjamin Kowalewicz – vokal
- Tobias Forge – vokal
- Terrence Matlin – sangtekster
- Johnny Christopher – tekst & musik
- Mark James – tekst og musik
- Wayne Carson Thompson – tekster og musik
- Ghøstkid – backing vokal
- Maxim Alaska Kruspe Bossieux – backing vokal
- Marcel Caccamese – backing vokal
- Matthias Schmitt – backing vokal
- Ufo Walter – bas
- Jens Dreesen – trommer, mastering
- Leon Pfeiffer – ekstra percussion

### Eksternt personale, chefpersonale og ekstra besætningsmedlemmer
- Sascha Moser – programmering (Logik og Pro Tools)
- Ulf Kruckenberg – trommeteknik, trommeindspilning og teknik
- Jacob Hellner – co-producer
- Stefan Glaumann – blanding
- Howie Weinberg – mastering
- Dirk Rudolph – design
- Felix Broede – fotografi
- Sascha Moser – tromme- og guitarredigering, trommeredigering
- Ben Grosse – blanding
- Tom Baker – mastering
- Erik Laser – ledelse
- Birgit Fordyce – ledelse
- Stefan Mehnert – ledelse
- Klaus Merz – fotografi
- Possi Possberg – trommestemning
- Svante Forsbäck – mastering
- Sven Kaselow – ledelse
- Büro Dirk Rodolph – kunstværk
- Gregor Hohenberg – fotografi
- Anthony Kurtz – fotografering
- Anne Rebenstorff – ledelse

### Gæsteoptræder og gæstekunstner
- Till Lindemann – tekst og vokal
- Christian Lorenz – tekst, vokal og instrumenter

### Tidligere medlemmer
- Henka Johansson – trommer (2005-2008, 2021)
- Margaux Bossieux – bas, rytmeguitar, backing vokal, backup-sanger, baggrundssanger (2005–2018)
- Olsen Involtini – rytmeguitar, backing vokal, backup-sanger, baggrundssanger (2005–2018)en

## Diskografi

### Album
- Emigrate

– 2007
- Temptation

– 2008
- Silent So Long

– 2014
- A Million Degrees

– 2018
- The Persistence of Memory

– 2021

### Singler
| år   | Titel         | placering | placering | placering | Album    |
| år   | Titel         | Tyskland  | Frankrig  | USA       | Album    |
| ---- | ------------- | --------- | --------- | --------- | -------- |
| 2007 | My World      | 5         | 3         | 7         | Emigrate |
| 2007 | New York City | 7         | 2         | 4         | Emigrate |

| År   | Titel                                              | Kort-positioner             | Album                     |
| År   | Titel                                              | The Official Charts Company | Album                     |
| ---- | -------------------------------------------------- | --------------------------- | ------------------------- |
| 2007 | "My World"                                         | —                           | Emigrate                  |
| 2007 | "New York City"                                    | 14                          | Emigrate                  |
| 2007 | "Wake Up"                                          | —                           | Emigrate                  |
| 2007 | "In My Tears"                                      | —                           | Emigrate                  |
| 2007 | "Let Me Break"                                     | —                           | Emigrate                  |
| 2007 | "Babe"                                             | —                           | Emigrate                  |
| 2007 | "Resolution"                                       | —                           | Emigrate                  |
| 2007 | "Temptation"                                       | —                           | Emigrate                  |
| 2007 | "This Is What"                                     | —                           | Emigrate                  |
| 2007 | "You Can't Get Enough"                             | —                           | Emigrate                  |
| 2007 | "Emigrate"                                         | —                           | Emigrate                  |
| 2007 | "Blood"                                            | —                           | Emigrate                  |
| 2007 | "Help Me"                                          | —                           | Emigrate                  |
| 2008 | "Temptation"                                       | —                           | Temptation                |
| 2008 | "Face Down"                                        | —                           | Temptation                |
| 2008 | "I Have a Dream"                                   | —                           | Temptation                |
| 2008 | "New York City"                                    | —                           | Temptation                |
| 2008 | "My World"                                         | —                           | Temptation                |
| 2008 | "My World (Resident Evil: "Extinction" Video Mix") | —                           | Temptation                |
| 2014 | "Eat You Alive"                                    | —                           | Silent So Long            |
| 2014 | "Get Down"                                         | —                           | Silent So Long            |
| 2014 | "Rock City"                                        | —                           | Silent So Long            |
| 2014 | "Hypothetical"                                     | —                           | Silent So Long            |
| 2014 | "Rainbow"                                          | —                           | Silent So Long            |
| 2014 | "Born On My Own"                                   | —                           | Silent So Long            |
| 2014 | "Giving Up"                                        | —                           | Silent So Long            |
| 2014 | "My Pleasure"                                      | —                           | Silent So Long            |
| 2014 | "Happy Times"                                      | —                           | Silent So Long            |
| 2014 | "Faust"                                            | —                           | Silent So Long            |
| 2014 | "Silent So Long"                                   | —                           | Silent So Long            |
| 2018 | "1234"                                             | —                           | A Million Degrees         |
| 2018 | "You Are So Beautiful"                             | —                           | A Million Degrees         |
| 2018 | "Let's Go"                                         | —                           | A Million Degrees         |
| 2018 | "War"                                              | —                           | A Million Degrees         |
| 2018 | "Lead You On"                                      | —                           | A Million Degrees         |
| 2018 | "Hide and Seek"                                    | —                           | A Million Degrees         |
| 2018 | "A Million Degrees"                                | —                           | A Million Degrees         |
| 2018 | "We Are Together"                                  | —                           | A Million Degrees         |
| 2018 | "I'm Not Afraid"                                   | —                           | A Million Degrees         |
| 2018 | "Eyes Fade Away"                                   | —                           | A Million Degrees         |
| 2018 | "Spitfire"                                         | —                           | A Million Degrees         |
| 2021 | "Freeze My Mind"                                   | —                           | The Persistence of Memory |
| 2021 | "You Can't Run Away"                               | —                           | The Persistence of Memory |
| 2021 | "Always On My Mind" (Elvis Presley cover)          | —                           | The Persistence of Memory |
| 2021 | "Rage"                                             | —                           | The Persistence of Memory |
| 2021 | "I'm Still Alive"                                  | —                           | The Persistence of Memory |
| 2021 | "Come Over"                                        | —                           | The Persistence of Memory |
| 2021 | "Hypothetical"                                     | —                           | The Persistence of Memory |
| 2021 | "Blood Stained Wedding"                            | —                           | The Persistence of Memory |
| 2021 | "I Will Let You Go"                                | —                           | The Persistence of Memory |

### Musikvideoer
- "My World"
Med Richard Kruspe på vokal og leadguitar, Arnaud Giroux på bas, Joe Letz på trommer og Margaux Bossieux på rytmeguitar.
- "New York City"
Instrueret af samme direktør af "My World".
- "Eat You Alive"
Med Richard Kruspe på vokal og leadguitar, Arnaud Giroux på rytmeguitar, Joe Letz på trommer, Margaux Bossieux på bas og Frank Delé af Seeed på gæstevokal.
- "1234"
Med Richard Kruspe på vokal og leadguitar, Joe Letz på trommer, Margaux Bossieux på bas og Benjamin Kowalewicz og Ian D'Sa af Billy Talent på henholdsvis gæstevokal og rytmeguitar.
- War

## Filmografi
- My World (færdig 2. august 11:05 MTV Tyskland) – i den video er Joey Letz, trommeslageren for at erstatte Henka Johansson og Margaux Bossieux fra New York punk-bandet Dirty Mary var guitarist.

- New York City blev instrueret af den samme instruktør som My World.